# گروه‌های گوگل

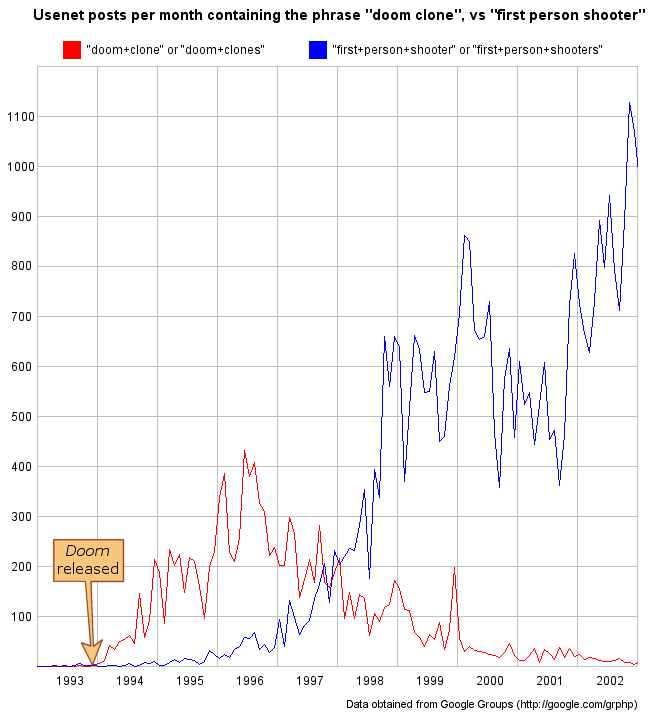
گروه‌های گوگل (به انگلیسی: Google Groups) یکی دیگر از سرویس‌های سازمان گوگل است که برای کمک به گروه‌های گفتمان، خبری، دوستیابی، آموزشی و... به وجود آمده‌است.

گروه‌های گوگل (به انگلیسی: Google Groups) یکی دیگر از سرویس‌های سازمان گوگل است که برای کمک به گروه‌های گفتمان، خبری، دوستیابی، آموزشی و... به وجود آمده‌ است.
این سرویس در سال ۱۹۹۵ به نام دجا (Deja) تنها برای کاربرد خبررسانی آغاز به کار کرد و در فوریه ۲۰۰۱ توسط سازمان گوگل خریداری شد.
عضو شدن در گروه‌های گوگل رایگان است، کافی است یک اشترک جی میل (G-mail) داشته باشید.
کاربران می‌توانند میان گروه‌های گوگل جستجو کنند و عضو هر گروهی که دوست دارند بشوند.
هر گروه، شمار کاربرهای خود و آرشیو پرونده‌های پیشین و یک توضیح کوتاه از خود را به نمایش در می آورد و تا کاربران را با سرویس‌های خود آشنا کند.
کاربران هر گروه هم می‌توانند از راه پست الکترونیکی، کامنت گذاشتن بر روی ایمیل‌های گروه یا گفتگوی ویدئویی با هم پیوند داشته باشند.
در صورتی که شمار کاربران گروه بالا رود، می‌توان با گذاشتن پیام های بازرگانی در پایان هر ایمیلی که برای کاربران گروه فرستاده می‌شود، می‌توان به رایگان، درآمد بدست آورد؛ این امر موجب شده تا رقابت بزرگی در میان همه گروه‌های گوگل برای جذب کاربر بیشتر و جلب توجه کمپانی‌ها برای سفارش پیام بازرگانی، درگرفته‌ است.
برای جذب کاربران بیشتر همواره گروه‌ها تلاش می‌کنند تا ایمیل‌هایی به روز تر، جذاب تر و حرفه‌ای تر بفرستند تا کاربران خود را خشنود کرده و کاربران بیشتری جذب کنند.

## تاریخچه
سرویس خبری دِجا در سال ۱۹۹۵ به دست استیو مَدِیر (Steve Madere) در شهر آستِن در ایالت تگزاس به وجود آمد.
این سرویس خبری در آغاز درآمد خوبی داشت ولی در سال ۲۰۰۰ با بدهی‌های فراوان و ریزش کاربر رو به رو شد.
این روند ادامه یافت تا جایی که در فوریه ۲۰۰۱ برای جلوگیری از ورشکستگی و بیکار شدن کارمندان، به سازمان گوگل فروخته شد.
گوگل هم برای جلوگیری از تکرار ورشکستگی و جذب کاربر بیشتر نام این سرویس را از Deja News به Google groups تغییر داد و سرویس‌هایی را به وجود آورد که در آن همگان می‌توانند یک گروه ایجاد کنند و عنوان آن گروه هر چیزی می‌تواند باشد مانند سرگرمی، آموزشی، بهداشت، مردم و...

## ویژگی‌های گروه‌های گوگل
- "جستجوی گروه هاً: می‌توان بر اساس نام یک گروه‌ها را جستجو کرد.
- «نمایه (پروفایل)»: کاربران می‌توانند یک نمایه همگانی ایجاد کنند.
- «پوشش ایمیل (email masking)»
- «برگ‌های وبِ گروه (Group web pages)»: این سرویس از ۲۴ ژانویه ۲۰۰۷ آغاز به کار کرد (در واقع از وضعیت بتا بیرون آمد)

در این سرویس می‌توان یک فایل را ذخیره کرده و برای دانلود در صفحهٔ گروه گذاشت و همهٔ کاربران گروه آزادانه می‌توانند دانلود کنند.
البته در سپتامبر ۲۰۱۰ گوگل اعلام کرد که به زودی (تا اکتبر ۲۰۱۱) این سرویس را از دسترس کاربران خارج می‌کند و پیشنهاد کرد که کاربران پرونده‌های خود را پرونده‌های گوگل (Google docs) و تارنماهای گوگل (Google sites) ذخیره کنند، دلیل این کار گفته نشد.

## خرده‌گیری
در گروه‌های گوگل همه افراد برای فرستادن ایمیل آزادند که هر ایمیلی که خواستند بفرستند و این ایمیل‌ها و پیوست‌های آن‌ها اسکن (Scan) نمی‌شوند و این امر موجب فرستاده شدن میلیون‌ها ویروس وهرزنامه، تروجان شده و میلیون‌ها کامپیوتر به خاطر همین آسیب دیده‌اند و داده‌های شخصی بسیاری دزدیده شده‌اند، بنابراین در گزینش گروهی که در آن عضو می‌شویم باید بسیار دقت کنیم.
همچنین کارزار جذب کاربر، باعث شده تا هزاران گروه برای خشنودی کاربران لینک دانلودِ فیلم‌های در حال اکران، آهنگ‌های خواننده‌های معروف و... را برای کاربران شان بفرستند و قانون رونوشت (Copright) زیرپا گذاشته شده و چون که این کار در ابعاد بسیار گسترده‌ای انجام می‌شود مهار کردن آن و دستگیری افراد قانون شکن نشدنی است.

## فیلتر شدن
سرویس گروه‌های گوگل به زبان پارسی وجود دارد و خود سرویس و بیشتر گروه‌های آن در ایران قابل دسترسی هستند.
سرویس گروه‌های گوگل در ترکیه فیلتر است.
این سرویس به دلیل افترا یکی از گروه‌های آن به عدنان اوکتار، در یکی از دادگاه‌های ترکیه مجرم شناخته شده و فیلتر شد.
البته پس از آن توهین برخی از گروه‌ها به اسلام هم دلیل فیلتر شدن گروه‌های گوگل اعلام شد.
بسیاری از کارشناسان IT بر این باورند که فیلتر کردن گروه‌های گوگل، در راستای راه‌اندازی یک اینترنت داخلی در ترکیه مانند آنچه در چین وجود دارد رخ داده؛ و اگر برخی از گروه‌های به عدنان اوکتار یا دین مبین اسلام توهین کرده‌اند می‌توان همان گروه‌ها را از دسترس خارج کرد نه سرویس همگانی گوگل گروپز را!
زیرا سرویس گروه‌های گوگل هیچ دیدبانی و ارزیابی بر محتوای گروه و موضوع آن‌ها ندارد.